# کاتسوئو تاکایشی
کاتسوئو تاکایشی (به ژاپنی: 高石 勝男 Takaishi Katsuo) (زادهٔ ۱۴ اکتبر ۱۹۰۶) شناگر اهل ژاپن است.